# Don’t Stop (Funkin’ 4 Jamaica)
Don’t Stop (Funkin’ 4 Jamaica) ist ein Lied der US-amerikanischen Sängerin Mariah Carey im Duett mit dem amerikanischen Rapper Mystikal. Das Lied wurde von Carey, DJ Clue, Duro und Mystikal geschrieben und von den ersteren drei produziert. Es erschien auf Careys Musikalbum Glitter (2001). Das Lied nutzt das Sample des 1980er Lieds Funkin’ for Jamaica (N.Y.). Mystikal rappt über wilde Zeiten, dabei erzählt Carey ihm, „hör nicht auf“. Das Lied wurde am 10. Dezember 2001 als dritte Single des Albums veröffentlicht.
Wie die vorherigen Singles (mit Ausnahme von Loverboy), war Don’t Stop (Funkin’ 4 Jamaica) ein kommerzieller Misserfolg. Es verfehlte die amerikanischen Billboard Hot 100. In Australien und im Vereinigten Königreich erreichte das Lied die Top-40.
Das Musikvideo wurde sehr oft von MTV ausgestrahlt, dadurch erreichte Carey mit dem Musikvideo zumindest einen kommerziellen Höhepunkt. Die Regie zum Musikvideo führte Sanaa Hamri, wo Carey und Mystikal ihren „Südstaaten-Style“ mit ihrer Kleidung und den Haaren präsentieren. Don’t Stop (Funkin’ 4 Jamaica) tritt in einer Szene im Film Glitter in Erscheinung, wenn der Produzent Julian "Dice" Black  Billie Frank (gespielt von Carey) trifft und mit ihr in einem Club geht, wo sie "Hip-Hop"-Musik hören und rappen.

## Charts und Chartplatzierungen
Don’t Stop (Funkin’ 4 Jamaica) erschien in Deutschland, der Schweiz und dem Vereinigten Königreich als Doppel-A-Seite mit Never Too Far. Die Verkäufe beider Seiten wurden zusammenaddiert und als eine Single in der Chartauswertung berücksichtigt.
| ChartsChartplatzierungen     | Höchstplatzierung | Wochen |
| ---------------------------- | ----------------- | ------ |
| Deutschland (GfK)            | 97 (1 Wo.)        | 1      |
| Schweiz (IFPI)               | 65 (1 Wo.)        | 1      |
| Vereinigtes Königreich (OCC) | 32 (7 Wo.)        | 7      |